# 머리털자리 은하단
머리털자리 은하단(영어: Coma Cluster) 또는 에이벨 1656은 1,000 개가 넘는 은하들로 구성된 거대한 은하단이다. 사자자리 은하단(에이벨 1367)과 마찬가지로, 머리털자리 은하단은 머리털자리 초은하단을 구성하고 있는 두 거대한 은하단 중 하나이다. 이 은하단은 머리털자리에 있기 때문에 그 별자리의 이름을 따서 명명되었다.
지구로부터 은하단까지의 평균 거리는 약 99 Mpc (3억 2100만 광년)이다. 은하단에서 겉보기 등급이 12-14 등급에 이르는 가장 밝은 나선 은하 열개는 구경이 20cm 보다 큰 아마추어 망원경으로도 관측할 수 있다. 중심 영역은 NGC 4874와 NGC 4889 이 두 거대 타원 은하에 의해 지배된다. 은하단은 하늘에서 은하 북극 근처에 있다. 머리털자리 은하단의 중심부에 위치하는 대부분의 은하들은 타원 은하이다. 이 은하단에는 왜소 은하와 거대 타원 은하 둘 다 풍부하게 찾을 수 있다.

## 은하단 구성원
이 풍부한 은하단은 타원 은하와 렌즈상 은하가 압도적으로 많고, 젊은 나선 은하는 오직 극소수만 존재한다. 이들 중 대부분은 은하단의 변두리에 있다.
은하단의 최대 크기는 비록 많은 개개의 은하들이 은하단 내에서 발견되어왔었지만, 1950년대에 팔로마 천문대의 천문학자들에 의해 연구되기 전까지는 제대로 이해하지 못했다.

## 암흑 물질
머리털자리 은하단은 처음으로 미관측된 물질의 존재를 가리키는 중력적 이상이 관측된 장소 중 하나다. 1933년 프리츠 쯔비키는 머리털자리 은하단의 은하가 은하단에 대해 속박된 채로 매우 빠르게 움직이고 있음을 보여주었다. 이는 당시 측정했던 은하단의 관측 가능한 물질의 양으로는 설명할 수 없는 사실이다. 50년 간 쯔비키가 작성한 둔켈 마테리에(dunkle Materie)에 의해 은하가 서로 고정되어 있다는 암흑 물질 아이디어는 학계에서 받아들여지지 않았다.
머리털자리 은하단의 질량의 약 90%는 암흑 물질로 구성된 것으로 여겨지고 있다. 그러나 은하단 곳곳의 암흑 물질의 분포는 넓고 얕게 분포해있다.

## X-선 방출원
머리털자리 은하단 방향으로 1300+28의 중심에 위치한 거대한 X-선 방출원이 1966년 8월 전에 보고되었다. 이 X-선 관측은 풍선에 의해 행해진 것이다. 그러나 1964년 11월 25일 해양 조사 실험 연구소의 X-선 천문학회에 의해 발사된 관측 로켓에서는 방출원이 관측되지 않았다. 강력한 X-선 방출원은 X-선 관측 위성 우후루에 의해 머리털자리 은하단의 중심부 근처에 있는 것으로 관측되었다. 이 방출원은 머리털자리 X-1으로 표기 되었다.
머리털자리 은하단은 천구에서 100×100 분에 해당되는 면적 내에 약 800개의 은하를 포함하고 있다. 방출원의 위치는 적경 (1950) 12h56m ± 2m 적위 28°6' ± 12'에 있는 은하단의 중심부 가까이에 있고, 광도 Lx = 2.6 x 1044 erg/s이다. 방출원의 크기는 약 45'로 크다. 이는 단독 은하가 방출의 원인일 가능성을 제시한다. 우후루의 관측은 방출원의 세기가 25 KeV에서 ~10−3개의 광자 cm−2s−1keV−1 보다 크지 않음을 나타냈다. 이는 초기 관측이 주장하고 있는 방출원의 세기 5°크기와 25 KeV에서 ~10−2개의 광자 cm−2s−1keV−1 과는 내용이 다르다.

## 갤러리

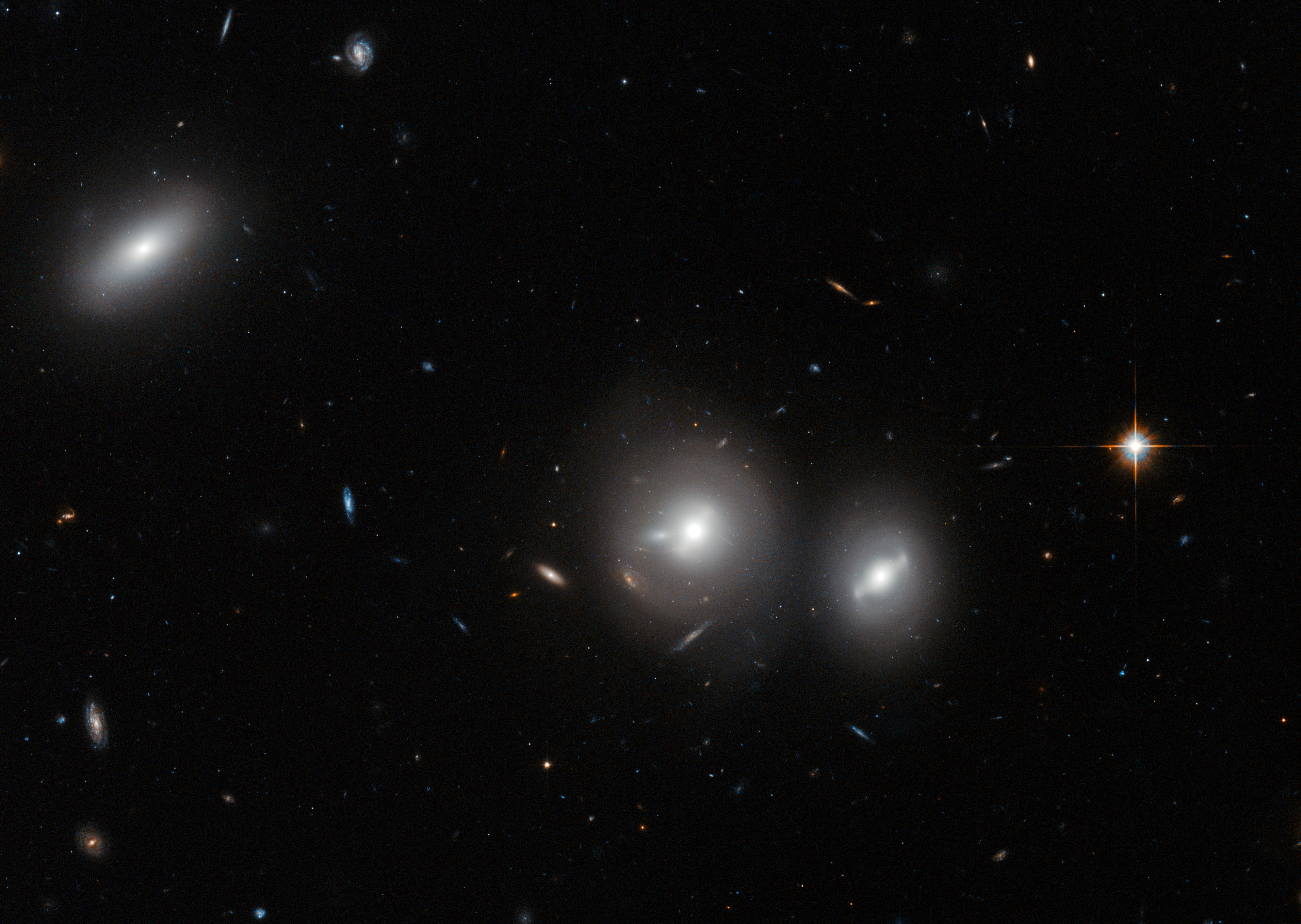
허블 우주 망원경이 찍은 머리털자리 은하단.
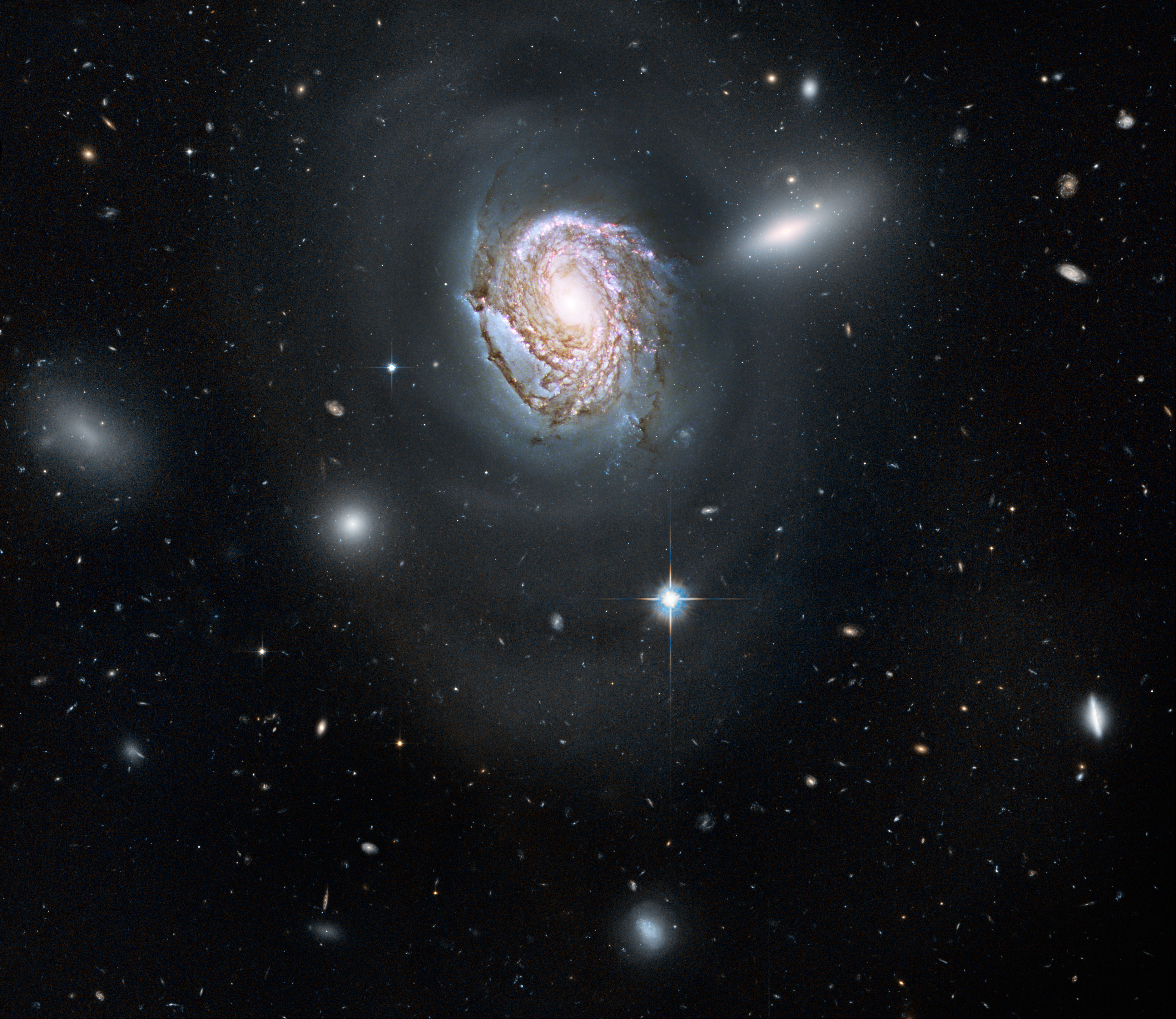
머리털자리 은하단 내에 깊은 곳에 위치한 나선 은하 NGC 4911.
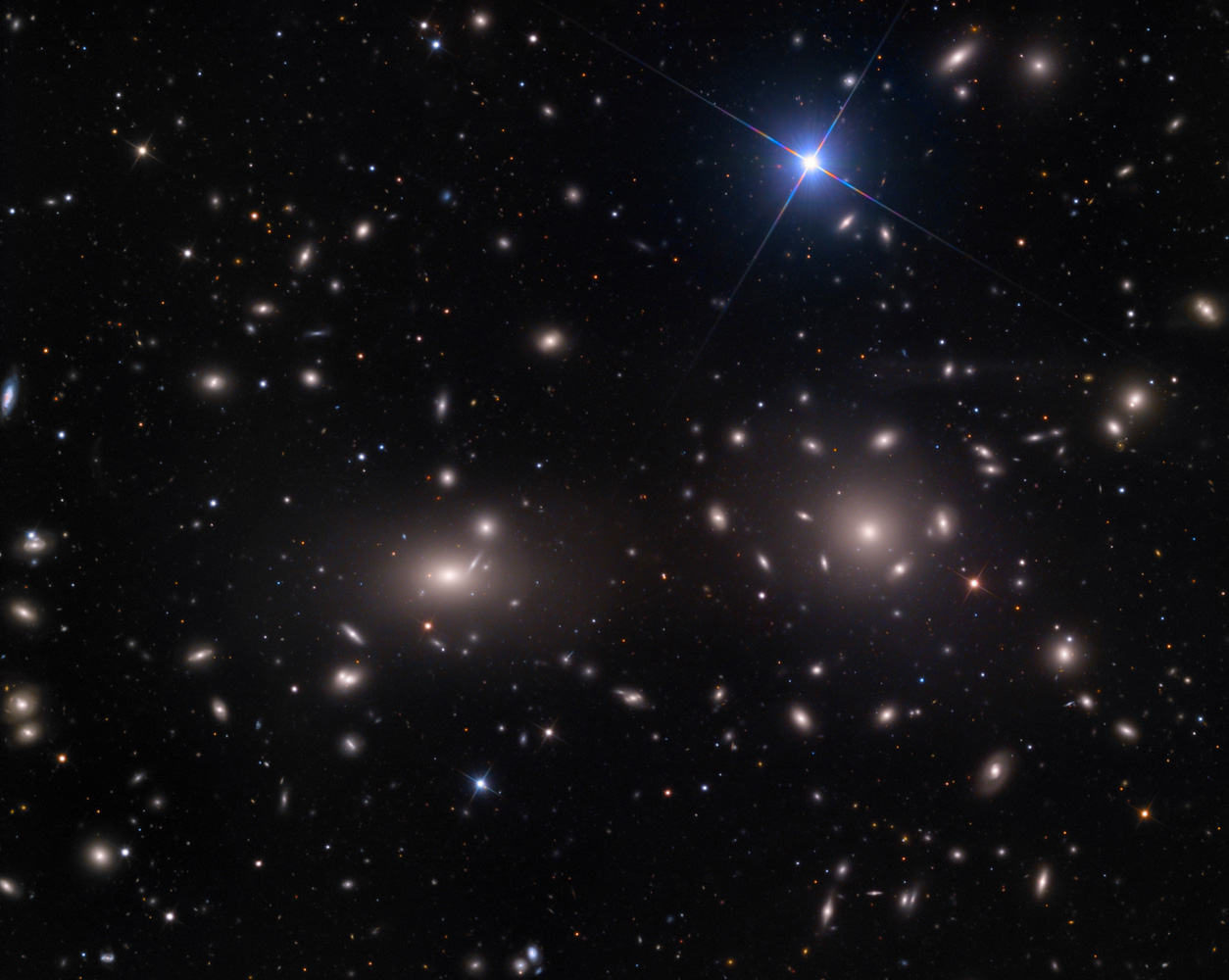
레몬산 스카이센터의 0.8m 슐만 망원경을 이용하여 촬영한 머리털자리 은하단의 광시야 이미지. 애덤 블럭 제공.
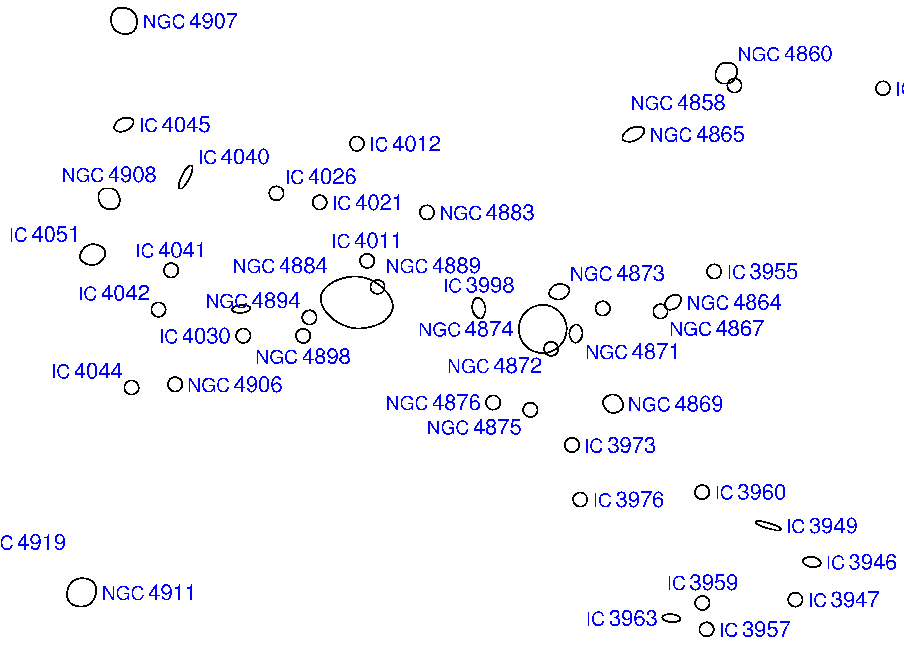
머리털자리 은하단의 중심부 지도

## 같이 보기
- 은하단 목록
- 에리다누스자리 은하단
- 화로자리 은하단 - 또 다른 근처의 은하단
- 직각자자리 은하단
- 처녀자리 은하단 - 또 다른 근처의 은하단
- X-1 X-선 방출원